# Materialschlacht
Als Materialschlacht bezeichnet man im Militärwesen Kampfhandlungen insbesondere während eines totalen Kriegs, die durch einen massiven Einsatz von Waffen und Kriegsmaterial gekennzeichnet sind.
Auf beiden Seiten der kriegführenden Parteien werden enorme Mengen an Truppen, Kriegsgerät und Munition bereitgestellt. Dabei rückt die strategische Konzeption des Feldzugs in den Hintergrund; Ziel ist es, den Gegner mittels quantitativer und/oder qualitativer Überlegenheit zu besiegen. Wenn sich ungefähr gleich starke Gegner gegenüberstehen, können Materialschlachten lange dauern; beide Seiten können enorme Verluste haben; oft gelingt es keiner der beiden Seiten, die Pattsituation zu ihren Gunsten zu entscheiden.

## Historisches

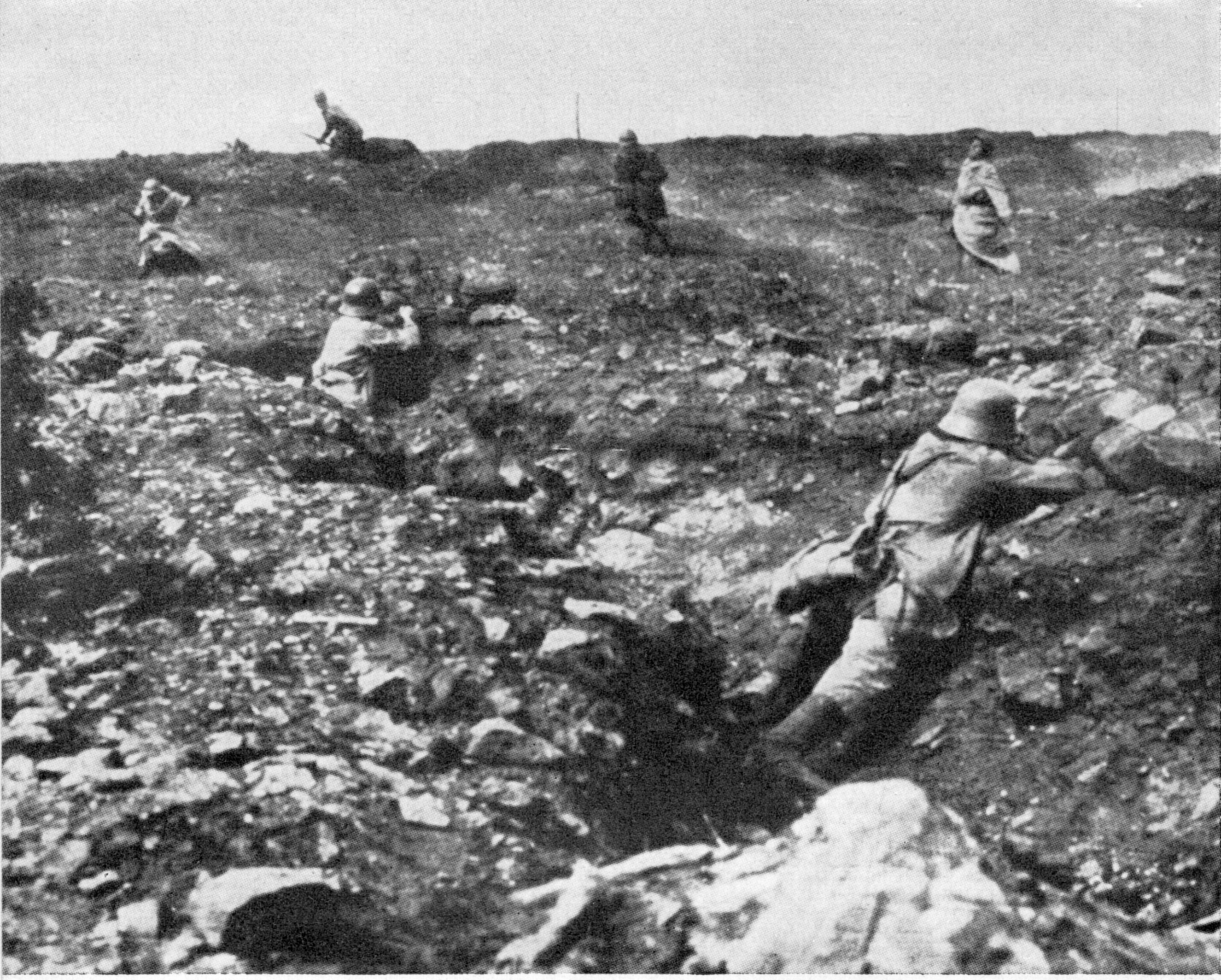
Materialschlacht im Ersten Weltkrieg

Große Materialschlachten fanden in der ersten Hälfte des 20. Jahrhunderts im Ersten und Zweiten Weltkrieg statt. Wegen der Zunahme der Bevölkerungen und der Industrialisierung war man in der Lage, enorme Mengen an Kriegsmaterial und Munition zu produzieren, Millionenheere aufzubieten und Verluste aller Art relativ rasch zu kompensieren. Es entstand eine Kriegswirtschaft. Auch war die Stimmung bei den Soldaten und in der Zivilbevölkerung z. B. zu Beginn des Ersten Weltkrieges recht zuversichtlich: jede Nation ging davon aus, einen kurzen Feldzug erfolgreich als Sieger bestehen zu können (in Deutschland basierte diese Zuversicht auf dem schnellen und erfolgreichen Ausgang des Deutsch-Französischen Kriegs 1870/71). Recht rasch wurde allen Beteiligten klar, dass der Krieg ein neues Gesicht bekommen hatte und die Opfer großteils vergeblich waren.
Auf Grund der äußerst hohen Verluste, etwa in der Schlacht um Verdun, der Schlacht an der Somme 1916 oder der Schlacht an der Aisne 1917 hat man nach dem Scheitern der Material- und Ausblutungsschlachten nach neuen Wegen gesucht. Der technische Fortschritt wies gegen Ende des Ersten Weltkrieges mit der Fortentwicklung des Panzers und der Luftstreitkräfte einen Ausweg. Im Zweiten Weltkrieg gelang es dann mit Hilfe dieser neuen Waffen, neue Methoden (z. B. auf deutscher Seite die sogenannte Blitzkrieg-Konzeption) des Durchbruchs der Verteidigung des Gegners zu finden. Während des Zweiten Weltkriegs stieg der Material- und Personalaufwand der Streitkräfte auf neue Rekordhöhen (Mechanisierung / Motorisierung von Truppenteilen). Hier, wie später im Koreakrieg und Vietnamkrieg, wurde das industrielle und materielle Potential der neuen Supermacht USA immer deutlicher. Dagegen zeigt gerade das Beispiel des verlorenen Vietnamkrieges, dass massive Kampfmitteleinsätze wie Flächenbombardierungen mit teilweisem Einsatz von Agent Orange nicht kriegsentscheidend sein müssen. Auch im Krieg in Afghanistan 2001–2021 war der Kampfmitteleinsatz nicht entscheidend.
Mit dem Begriff Materialschlacht verbindet man bis heute vorwiegend die oben genannten statischen Großkämpfe des Ersten Weltkrieges, die auf vergleichsweise engem Raum stattfanden; das Wort wurde damals für das neue Phänomen geprägt. Gleichwohl waren auch spätere Schlachten (z. B. die Schlacht um Budapest und die Schlacht um Berlin am Ende des Zweiten Weltkrieges) Materialschlachten.

## Sonstiges
In Materialschlachten spielt Logistik (Nachschub) eine wichtige Rolle. Die Eisenbahn spielte wohl erstmals im Deutsch-Französischen Krieg 1870/71 eine wichtige Rolle: mit ihrer Hilfe gelang es der deutschen Seite, zu Kriegsbeginn schnell eine große Zahl von Soldaten samt Ausrüstung an die Front zu bringen. Die Mobilmachung deutscher Truppen begann am 16. Juli 1870. Schon am 3. August standen 320.000 Deutsche an der Grenze. Am 1. März 1871 standen auf französischem Boden 464.221 Mann Infanterie, 55.562 Reiter und 1.674 Geschütze an Feldtruppen sowie 105.072 Mann Infanterie, 5.681 Reiter und 68 Geschütze an Besatzungstruppen. Insgesamt wurden auf deutscher Seite im Kriegsverlauf etwa 1,4 Millionen Mann mobilisiert, von denen 1,1 Millionen in Frankreich zum Einsatz kamen. Diese Zahlen sind Indizien für die schon damals enorme Bedeutung der Militärlogistik.
Der Erste Weltkrieg war der erste Krieg, in dem Lastkraftwagen nennenswerte Teile der Transporte übernahmen. Sie waren schneller als die bis dahin eingesetzten Pferdefuhrwerke. Hinter den Fronten wurden Feldbahnen gebaut (siehe Heeresfeldbahn).
England praktizierte 1914 bis 1918 gegen Deutschland eine Seeblockade, was durch die überlegene Seemacht ermöglicht wurde. Das führte zu Rohstoffmangel und Hunger im Deutschen Kaiserreich. Der Rohstoffmangel führte auch zu einer Knappheit an Waffen und anderem Kriegsgerät sowie an Kohle, dem damals dominierenden Energieträger.
In Abwandlung dieser militärischen Bedeutung wird der Begriff auch anderweitig verwendet, zum Beispiel
- im Motorsport für besonders aufwändig konstruierte Rennfahrzeuge
- im Schach (eine Partie mit häufigem Schlagen der gegnerischen Figuren)